# Lee Joo-bin
Lee Joo-bin (이주빈?, 李主儐?, I JubinLR, I ChubinMR; 18 settembre 1989) è un'attrice sudcoreana.

## Biografia
Lee ha iniziato il suo percorso nel mondo dell'intrattenimento come apprendista idol della DSP, e ha quasi debuttato come membro del gruppo femminile Rainbow nel 2009. Sentendosi troppo vecchia per diventare un'idol, ha però deciso di non perseguire la carriera di cantante e ha lasciato l'agenzia. Ha quindi lavorato come modella, passando poi alla recitazione: si è fatta notare nel 2018 con Mr. Sunshine e Trap, e nel 2019 con la serie Melloga chejil.

## Filmografia

### Cinema
- Touch (터치?), regia di Min Byung-hoon (2012)
- Master (마스터?), regia di Cho Ui-seok (2016)
- Dubeonhalkka-yo (두번할까요?), regia di Park Yong-jib (2019)
- The Roundup: Punishment (범죄도시 4?), regia di Heo Myung-haeng (2024)

### Televisione
- Gwitsongmal (귓속말?) – serie TV (2017)
- Mr. Sunshine (미스터 션샤인?) – serie TV (2018)
- Hanappun-in naepyeon (하나뿐인 내편?) – serie TV (2018-2019)
- Trap (트랩?) – serie TV (2019)
- Item (아이템?) – serie TV 2019()
- Melloga chejil (멜로가 체질?) – serie TV (2019)
- Nok-du jeon (조선로코-녹두전?) – serie TV (2019)
- Annyeong Dracula (안녕 드라큘라?) – miniserie TV (2020)
- Geu namja-ui gi-eokbeop (그 남자의 기억법?) – serie TV (2020)
- Seonbae geu lipstick bareuji ma-yo (선배 그 립스틱 바르지 마요?) – serie TV (2021)
- La casa di carta: Corea (종이의 집: 공동경제구역?) – serie TV (2022)
- Doctor Lawyer (닥터 로이어?) – serie TV (2022)
- Love to Hate You (연애대전?) – serie TV (2023)
- Wolsugeumhwamokto (월수금화목토?) – serie TV (2022) – cameo
- La regina delle lacrime (눈물의 여왕?) – serie TV (2024)
- Come assicurarsi il divorzio (이혼 보험?) – serie TV (2025)

## Riconoscimenti
- MBC Drama Award
  - 2020 – Candidatura Miglior attrice emergente per Geu namja-ui gi-eokbeop[5]
  - 2022 – Candidatura Premio all'eccellenza, attrice in una miniserie per Doctor Lawyer[6]